# Tetris
Tetris (рус. Тетрис) je logička video-igra, izdata na gotovo svim igračkim platformama. Jedna je od najpoznatijih video-igara uopšte. Igru je napravio, 6. juna 1984, ruski naučnik Aleksej Pažitnov (рус. Алексей Пажитнов). Pažitnov je radio kao programer u računarskom centru Sovjetske akademije nauke. Ime "tetris" dolazi od grčkog prefiksa "tetra-" ("četiri"), jer su svi delovi sastavljeni od četiri segmenta, i tenisa, Pažitnovljevog omiljenog sporta. Verziju igre za IBM PC platformu napravili su Pažitnovljevi prijatelji Dmitrij Pavlovski i Vadim Gerasimov. Jedan od tvoraca originalne igre Tetris je Armen Sarkisijan.
Tetris se čak pojavio kao deo umetničke izložbe na Univerzitetu Braun u SAD. Takođe, 2007. je zauzeo drugo mesto u izboru "100 najboljih videoigara svih vremena" portala IGN.
Najveći deo svoje popularnosti Tetris je stekao na Nintendovom Gejm boju, na kojoj je izdan 1989. Rasprostranjenost konzole je proslavila Tetris do te mere da je postao nezaobilazan deo popularne kulture.

## Istorija
Tetris je od samih početaka bio predmet spora oko autorskih prava. Neposredno pošto je Pažinov 1985, napisao prvi program za Tetris na računaru Electronika 60, a Gerasimov i Pavlovski je prebacili na PC, igra je stekla veliku popularnost u Moskvi, a IBM PC verzija je dospela do Budimpešte, gde ju je otkrila britanska softverska kuća "Andromeda". Prepoznavši potencijalni hit, "Andromeda" je kontaktirala Pažitnova kako bi dobila prava na distribuciju igre, no pregovori su bili neuspešni i "Andromeda" je, i bez programerove dozvole, prava na igru prodala američkoj softverskoj kući "Spectrum Holobyte", koja je na američkom tržištu naredne godine izdala IBM PC verziju Tetrisa. Popularnost igre je bila neverovatna i izazvala je pomamu kakva je do tada bila retko viđena kod kompjuterskih igara.
Nakon dve godine borbe oko autorskih prava, "Andromeda" je 1987. uspela dobiti pravo na distribuciju licence za sva kućne kompjutere. Pojavile su se i verzije igre za tada veoma popularne kompjutere Amigu i Atari.
Sovjetska vlada se 1988. uključila u borbu oko autorskih prava preko svoje agencije "Elorg" i uspela je dobiti delimična prava na distribuciju igre – samo za arkade u igraonicama, te za igraće konzole koje nisu bile proizvedene u Japanu i ručne konzole. Prva prava su prodana Atariju, a druga Nintendu. Nakon što je Atari izdao verziju Tetrisa za Nintendovu konzolu NES, zvanu TETЯIS: The Soviet Mind Game, Nintendo ih je tužio i ubrzo je dobio spor, nakon čega je dobio ekskluzivno pravo distribucije za sve kućne zabavne sisteme, a Atari je morao povući igru iz prodaje. Drugi značajni uspeh za Nintendo stigao je s verzijom Tetrisa za ručnu konzolu Gejm boj: igra se prodala u neverovatnih 3 miliona primeraka. Sega je takođe, pod pretnjom Nintendove tužbe, povukla "svoj" Tetris za Sega Mega Drive konzolu, pre nego li je uopšte stigao u prodavnice.
Nakon svih ovih borbi za autorska prava, najmanje novca je dobio sam Aleksej Pažitnov. Ubrzo posle pada "gvozdene zavese", 1991. godine, Pažitnov se odselio u SAD, gde je 1996. zajedno s Henkom Rodžersom osnovao kompaniju "Tetris Company", kako bi se domogao dela prava od prodaje igre, što mu je uspelo tek delimično. Danas je Pažitnov uspešan dizajner logičkih igara, s desetogodišnjim stažom u Microsoftu, koji je napustio 2005. godine kako bi se oprobao u samostalnim projektima.

## Način igranja
Delići (nazivani tetromini ili tetrade) sastavljeni od četiri kvadratića padaju s vrha polja za igru širokog deset, a visokog dvadeset kvadratića. Igrač ih može rotirati i slagati na način da između delića ne ostaje prazan prostor. Kad se jedan red popuni delićima, on nestaje, a kvadratići koji su bili iznad padaju u novostvoreni prazan prostor. Kako tok igre napreduje, delići padaju sve brže te igrač ima sve manje vremena za razmišljanje i slaganje. Kada se delići nagomilaju do vrha polja za igru, bez mogućnosti da se novi đelić pojavi, igra je gotova.
Algoritam slučajnim odabirom određuje djelić koji će se sljedeći pojaviti na vrhu polja. Upustva koja dolaze s raznim verzijama igre većinom nazivaju deliće slovima I, J, L, O, S, T i Z jer svojim izgledom podsećaju na njih, no igrači katkad za deliće koriste i druga imena. Svi delići mogu ukloniti jedan ili dva reda, I, J i L mogu ukloniti tri reda, a samo I delić može ukloniti četiri reda odjednom - što se naziva "tetris".
Premda sve verzije igre imaju isti broj tetrada - sedam - boje su im različite od verzije do verzije. 
Način bodovanja je zasnovan na principu da su bodovi dodijeljeni za svaki uspešno eliminisani redak. Bonus bodovi se dodeljuju za eliminisanje više redaka odjednom (dva, tri ili "tetris" - četiri). Nintendove igraće konzole NES, Game Boy i SNES koriste verovatno najrasprostranjeniji sistem bodovanja.
U većini verzija igre postoji tipka za ubrzanje padanja delića, čime igrač dobiva više bodova nego da samo čeka da delić padne uobičajenom brzinom.

## Spoljašnje veze
- Tetris.com, zvanična stranica
- TetrisConcept.com, fan stranica u wiki stilu
- Free Tetris, igranje Tetrisa online
- Apple2 version online Apple II verzija igre online
- Brauzer verzija Tetris igre online
- Originalni Tetris: Priča i download, Vadim Gerasimov priča o saradnji s Pažitnovom na Tetrisu
- "Matematičari su dokazali da je Tetris težak", časopis Scientific American
- "Moja supruga je svjetski prvak u Tetrisu", The Boston Globe Magazine